# Ковровський район
Ковровський район (рос. Ковровский район) — адміністративна одиниця Росії, Владимирська область. До складу району входять 1 міське та 4 сільських поселення. Серед 172 населених пунктів району 1 смт та 171 сільський населений пункт.
Адміністративний центр — місто Ковров, яке до складу району не входить і утворює окремий Ковровський міський округ.

## Історія
Район утворений 10 квітня 1929 року у складі Івановської промислової області.
З 14 серпня 1944 року у складі новоутвореної Владимирської області.
11 травня 2005 року відповідно до Закону Владимирської області № 52-ОЗ район наділений статусом муніципального району, у складі якого утворені 5 муніципальних утворень: 1 міське (селище Мелехово) і 4 сільських поселень.

## Населення
| 1929    | 1939    | 1959    | 1970    | 1979    | 1989    | 2002    |
| ------- | ------- | ------- | ------- | ------- | ------- | ------- |
| 110 387 | ↘79 101 | ↘39 083 | ↗39 365 | ↘36 002 | ↘30 044 | ↗31 148 |
| 2009    | 2010    | 2011    | 2012    | 2013    | 2014    | 2015    |
| ↘29 797 | ↗31 477 | ↘31 396 | ↗31 525 | ↘31 516 | ↘31 355 | ↘31 333 |
| 2016    | 2017    | 2018    |         |         |         |         |
| ↘31 234 | ↗31 239 | ↘30 937 |         |         |         |         |